# Arnošt Drcmánek
Arnošt Drcmánek (ur. 2 marca 1973) – czeski kolarz torowy, brązowy medalista mistrzostw świata. Największym sukcesem w jego karierze jest zdobycie wspólnie z Lubomír Hargašem brązowego medalu w wyścigu tandemów podczas mistrzostw świata w Hamar w 1993 roku. Czesi ulegli tam tylko parze włoskiej Federico Paris - Roberto Chiappa oraz australijskiej Stephen Pate - Danny Day. Drcmánek nigdy nie brał udziału w igrzyskach olimpijskich.